# Epitaph für Jonas Greulich

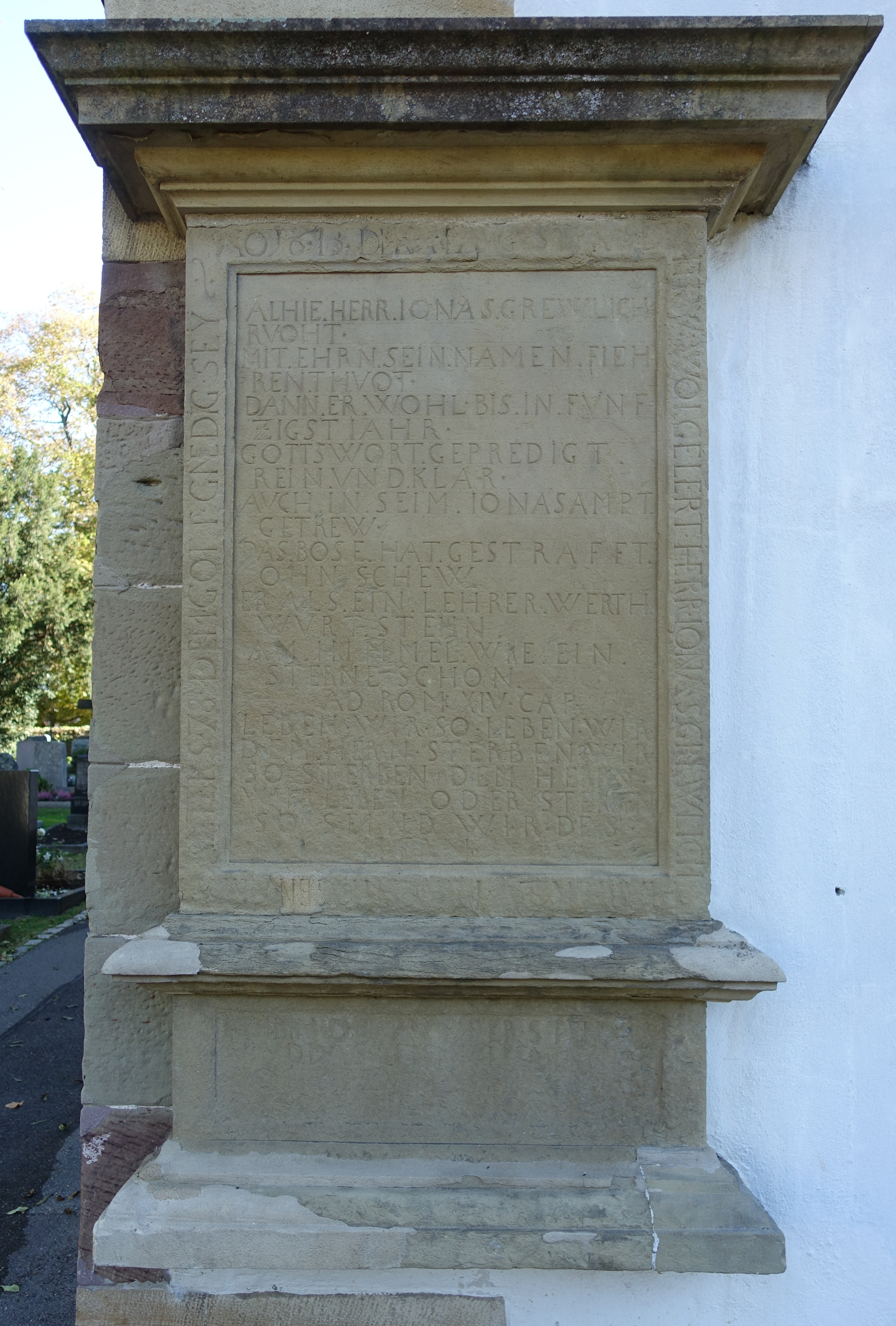
Epitaph für Jonas Greulich

Das Epitaph für Jonas Greulich ist eines von 14 Epitaphen der Uffkirche in Stuttgart-Bad Cannstatt. Das Außenepitaph ist dem Cannstatter Pfarrer Jonas Greulich (1535–1613) gewidmet. Von dem Epitaph eines unbekannten Meisters hat sich nur das Inschriftenpostament erhalten, der Giebelaufsatz ging verloren.

## Beschreibung
Das Wandepitaph ist an der Westwand der Kirche angebracht. Es besteht aus 2 Teilen, einem niedrigen Unterteil und einem hohen Oberteil. Der Unterteil mit einer Bibellosung aus dem Evangelium des Johannes ruht auf einer zweistufigen Konsolplatte. Eine mehrteilige, profilierte Zwischenplatte trennt sie vom Oberteil. Dieser wird von einem mehrstufigen Architrav abgeschlossen. Der Oberteil trägt die Gedenkinschrift und eine Bibellosung aus dem Brief an die Römer, eingerahmt von einer Randleiste mit einer kurzen Gedenkinschrift. Der Oberteil wurde ursprünglich von einem geschweiften Giebelaufsatz bekrönt, der verlorengegangen ist (→ Postkarte von 1912).

## Inschriften

### Inschrift 1
- Gedenkinschrift für den Cannstatter Jonas Greulich (1535–1613):

| Anno MDCXXXVIII den VII. Ianuarii ist in Got seliglich entslaffen Maria Grosmannin von Strasburg ihres Alters XL Iar. |
| Alhie Herr Jonas Grewlich ruoht. Mit Ehrn sein Namen fieren thuot. Dann er wohl bis in fünfzigst Jahr. Gotts Wort gepredigt rein und klar. Auch in seim Jonas Ampt getrew. Das Böse hat gestrafft ohn Schew. Er als ein Lehrer werth wurt stehn. Am Himmel wie ein Sterne schön. |
- Bibellosung aus dem Brief an die Römer, Kapitel 14,8:

| Ad Rom. XIV. Cap. Leben wir, so leben wir dem Hern. Sterben wir, so sterben [wir] dem Herrn. Wir leben oder sterben, so seind wir des Herrn. |
- Randleisten, teilweise stark verwittert (von oben im Uhrzeigersinn):

| Anno 1613 d[…] gestorben[…] […] wolgelert Herr Jonas Grewlich […]en[…] Alters 78, dem Gott gnedig sey. |

### Inschrift 2
- Bibellosung aus dem Evangelium des Johannes, Kapitel 11,25, teilweise stark verwittert:

| Ich bin die Auferstehung und das Leben […] |